# Wiktor Porfirjanu
Wiktor Anatoljewitsch Porfirjanu (russisch Виктор Анатольевич Порфиряну; * 12. August 1991) ist ein kasachischer Biathlet.
Wiktor Porfirjanu startete international zunächst bei Biathlon-Juniorenweltmeisterschaften. 2010 erreichte er in Torsby als bestes Resultat nach einem 50. Rang im Sprint einen 46. Platz im Verfolgungsrennen. Ein Jahr später wurde er in Nové Město na Moravě 89. im Einzel, 2012 waren in Kontiolahti 48. Ränge in Sprint und Verfolgung beste Ergebnisse. Mit der Staffel war er Zehnter.
Bei den Männern kam Porfirjanu 2013 in Otepää zu seinen ersten Einsätzen im IBU-Cup und wurde 54. des Einzels und 46. eines Sprintrennens. Besser als Rang 46 konnte er sich seitdem bislang nicht mehr platzieren. Zum Ende der Saison 2013/14 bestritt er in Kontiolahti seine ersten Rennen im Biathlon-Weltcup. In zwei Sprintrennen belegte er die Ränge 80 und 81. Erste internationale Meisterschaft bei den Männern wurden die Biathlon-Europameisterschaften 2015 in Otepää. Porfirjanu wurde 76. des Einzels und 87. des Sprintrennens. Mit Jan Sawizki, Anton Pantow und Roman Jeremin belegte er im Staffelrennen Platz acht.

## Biathlon-Weltcup-Platzierungen
Die Tabelle zeigt alle Platzierungen (je nach Austragungsjahr einschließlich Olympische Spiele und Weltmeisterschaften).
- 1.–3. Platz: Anzahl der Podiumsplatzierungen
- Top 10: Anzahl der Platzierungen unter den ersten zehn (einschließlich Podium)
- Punkteränge: Anzahl der Platzierungen innerhalb der Punkteränge (einschließlich Podium und Top 10)
- Starts: Anzahl gelaufener Rennen in der jeweiligen Disziplin
- Staffel: inklusive Mixed- und Single-Mixed-Staffeln

| Platzierung             | Einzel | Sprint | Verfolgung | Massenstart | Staffel | Gesamt |
| ----------------------- | ------ | ------ | ---------- | ----------- | ------- | ------ |
| 1. Platz                |        |        |            |             |         |        |
| 2. Platz                |        |        |            |             |         |        |
| 3. Platz                |        |        |            |             |         |        |
| Top 10                  |        |        |            |             |         |        |
| Punkteränge             |        |        |            |             |         |        |
| Starts                  |        | 3      |            |             |         | 3      |
| Stand: 28. Februar 2015 |        |        |            |             |         |        |